# Giải bóng đá ngoại hạng Iraq 1979-80
Giải bóng đá ngoại hạng Iraq 1979–80 là mùa giải thứ sáu của giải đấu kể từ khi thành lập năm 1974. Al-Shorta giành danh hiệu đầu tiên; giúp đội bóng được quyền tham gia vào mùa giải đầu tiên của Giải vô địch bóng đá các câu lạc bộ Ả Rập và họ giành chức vô địch.
Cuộc đua đến với danh hiệu diễn ra đến vòng đấu cuối cùng; Al-Shorta đánh bại Al-Minaa 3–1 trong trận cuối vào ngày 2 tháng 5 để dẫn đầu, nhưng Al-Zawraa vô địch khi họ đánh bại Al-Shabab hai ngày sau đó. Mặc dù Al-Zawraa chỉ có trận hòa 1–1, nhưng vẫn vượt qua Al-Shorta và đạot chức vô địch khi hơn hiệu số bàn thắng bại.

## Bảng xếp hạng
| Vị thứ | Đội bóng      | St | W  | D  | L  | BT | BB | HS  | Đ  | Giành quyền hoặc xuống hạng                       |
| 1      | Al-Shorta (C) | 22 | 14 | 7  | 1  | 41 | 15 | +26 | 35 | Giải vô địch bóng đá các câu lạc bộ Ả Rập 1980–82 |
| 2      | Al-Zawraa     | 22 | 15 | 5  | 2  | 36 | 13 | +23 | 35 |                                                   |
| 3      | Al-Talaba     | 22 | 11 | 5  | 6  | 27 | 13 | +14 | 27 |                                                   |
| 4      | Al-Shabab     | 22 | 10 | 6  | 6  | 26 | 19 | +7  | 26 |                                                   |
| 5      | Al-Jaish      | 22 | 6  | 10 | 6  | 22 | 23 | –1  | 22 |                                                   |
| 6      | Al-Tijara     | 22 | 7  | 8  | 7  | 14 | 18 | –4  | 22 |                                                   |
| 7      | Al-Sinaa      | 22 | 6  | 10 | 6  | 16 | 27 | –11 | 22 |                                                   |
| 8      | Al-Amana      | 22 | 6  | 8  | 8  | 25 | 24 | +1  | 20 |                                                   |
| 9      | Al-Tayaran    | 22 | 7  | 6  | 9  | 20 | 21 | –1  | 20 |                                                   |
| 10     | Al-Minaa      | 22 | 7  | 6  | 9  | 26 | 29 | –3  | 20 |                                                   |
| 11     | Salahaddin    | 22 | 2  | 7  | 13 | 8  | 27 | –19 | 11 |                                                   |
| 12     | Al-Bahri      | 22 | 0  | 4  | 18 | 13 | 45 | –32 | 4  | Xuống hạng Iraq Division 1                        |

## Vua phá lưới
| Vị thứ | Cầu thủ             | Bàn thắng | Đội bóng  |
| ------ | ------------------- | --------- | --------- |
| 1      | Ali Hussein Mahmoud | 18        | Al-Shorta |
| 2      | Jalil Hanoon        | 13        | Al-Minaa  |
| 3      | Thamer Yousif       | 12        | Al-Zawraa |